# Шапошников, Матвей Кузьмич
Матвей Кузьмич Шапошников (29 ноября 1906, слобода Алексеевка, Воронежская губерния — 25 июня 1994, Ростов-на-Дону) — советский военачальник, генерал-лейтенант танковых войск (8.08.1955), Герой Советского Союза (1944).
Во время выступления рабочих в Новочеркасске в 1962 году, находясь в должности первого заместителя командующего войсками Северо-Кавказского военного округа, отказался выполнить приказ о разгоне демонстрантов танками.

## Биография
Родился 29 ноября 1906 года в слободе Алексеевке Воронежской губернии (ныне город Белгородской области) в крестьянской семье Кузьмы Егоровича и Степаниды Федоровны Шапошниковых.  В 1920 году окончил неполную среднюю школу. Работал забойщиком на шахте «Коммунар» в Кривом Роге.
В Красной Армии с сентября 1928 года, добровольно поступил в Одесскую военную пехотную школу. Член ВКП(б)/КПСС с 1930 года. После её окончания в апреле 1931 года назначен командиром взвода 135-го стрелкового полка в Украинском военном округе.
В 1932 году учился в Москве на курсах технического усовершенствования командного состава при Военной академии механизации и моторизации РККА, с ноября 1932 года — командир танковой роты в школе младшего комсостава 45-го механизированного корпуса Украинского военного округа, с марта 1935 года — командир учебной танковой роты 135-й механизированной бригады в том же корпусе. С мая 1937 года по ноябрь 1938 года командир разведроты 12-й механизированной бригады Киевского военного округа.
В 1940 году окончил Военную академию РККА имени М. В. Фрунзе. С февраля 1940 года — старший помощник начальника оперативного отдела штаба 9-й армии, в этой должности участвовал в советско-финляндской войне 1939—1940 годов. С апреля 1940 года — помощник начальника 1-го отдела информационно-оперативного отдела и затем старший помощник начальника отделения Оперативного отдела Генерального штаба РККА.

### В годы Великой Отечественной войны
Перед самым началом Великой Отечественной войны, в июне 1941 года, подполковник Шапошников был назначен на должность начальника оперативного отдела 37-й танковой дивизии 15-го механизированного корпуса Киевского Особого военного округа. С первого дня войны в боях на Юго-Западном фронте. Участвовал в приграничном танковом сражении в районе Дубно — Луцк — Броды, в Киевской оборонительной операции, в Уманской оборонительной операции. После гибели дивизии в Уманском котле в августе 1941 года она была расформирована, Шапошников назначен начальником оперативного отделения штаба 10-й танковой дивизии. С октября 1941 года — начальник штаба 133-й танковой бригады Юго-Западного фронта.
С апреля 1942 года — начальник оперативного отдела штаба 22-го танкового корпуса в 38-й армии Южного фронта и в 5-й танковой армии Сталинградского фронта. Участник Донбасской оборонительной операции 1942 года и оборонительного этапа Сталинградской битвы. С октября 1942 года полковник Шапошников — начальник штаба 5-го механизированного корпуса 5-й танковой армии Юго-Западного фронта, участник контрнаступления советских войск под Сталинградом.
С апреля 1943 года командовал 178-й танковой бригадой 10-го танкового корпуса 40-й армии Воронежского фронта. Участник Курской битвы и Белгородско-Харьковской наступательной операции, в которой его бригада совместно с другими частями освободила города Славгород и Тростянец.
Полковник Шапошников отличился в боях за Днепр. 21 сентября 1943 его бригада в составе корпуса с ходу освободила город Переяслав. В ночь на 24 сентября в районе хутора Монастырёк (Кагарлыкский район Киевской области) Шапошников во главе мотострелкового пулемётного батальона бригады форсировал реку и захватил плацдарм. Отражая многочисленные контратаки противника, организовал переправу своей бригады и обеспечил преодоление реки другими частями. Этот успех сыграл большую роль в захвате знаменитого Букринского плацдарма.
Указом Президиума Верховного Совета СССР «О присвоении звания Героя Советского Союза генералам, офицерскому, сержантскому и рядовому составу Красной Армии» от 10 января 1944 года за «образцовое выполнение боевых заданий командования на фронте борьбы с немецко-фашистскими захватчиками и проявленные при этом отвагу и геройство» удостоен звания Героя Советского Союза с вручением ордена Ленина и медали «Золотая Звезда» (№ 3195).
С ноября 1943 года — заместитель командира, а с февраля 1944 года командир 10-го танкового корпуса 3-го Прибалтийского фронта. 2 августа 1944 года ему было присвоено звание «генерал-майор танковых войск». Участник ряда операций по освобождению Прибалтики. В ходе Рижской наступательной операции корпус под командованием генерала Шапошникова прорвал полосу обороны противника и освободил город Валмиера.
С ноября 1944 года — заместитель командира 1-го гвардейского механизированного корпуса на 3-м Украинском фронте, участник Будапештской наступательной, Балатонской оборонительной и Венской наступательной операций. Боевой путь закончил в Австрийских Альпах, встретившись с союзниками. На параде Победы 24 июня 1945 года на Красной площади генерал-майор Шапошников возглавлял сводный батальон танкистов 3-го Украинского фронта.

### Послевоенные годы
После победы генерал Шапошников остался в Вооружённых Силах СССР. С февраля по декабрь 1946 года — командир 26-й механизированной дивизии. В 1949 году окончил Высшую военную академию имени К. Е. Ворошилова. С января 1949 года — заместитель командира 3-й отдельной гвардейской танковой дивизии в Группе советских войск в Германии. С марта 1950 года — помощник командующего 3-й гвардейской механизированной армии, с декабря 1950 — начальник штаба 2-й гвардейской механизированной армии там же. С декабря 1952 года — заместитель начальника штаба бронетанковых и механизированных войск Советской Армии.
С января 1955 года М. К. Шапошников — первый заместитель командующего 3-й гвардейской механизированной армией. С мая 1956 года пять лет командовал 2-й гвардейской механизированной (в апреле 1957 переформирована в 2-ю гвардейскую танковую) армией в ГСВГ.
С мая 1960-го года — первый заместитель командующего войсками Северо-Кавказского военного округа — член Военного совета Северо-Кавказского военного округа.
Генерал-лейтенант танковых войск (воинское звание присвоено 8 августа 1955 года).

### События в Новочеркасске
В июне 1962 года в Новочеркасске произошло стихийное выступление рабочих против резкого ухудшения условий жизни. По распоряжению властей СССР на подавление выступления были направлены части СКВО. Одной из задач военных было не допустить прохода демонстрантов по мосту через реку Тузлов. Командующий войсками СКВО генерал армии Исса Плиев приказал Шапошникову двинуть подчинённые ему танки на демонстрантов. Шапошников отказался выполнить приказ со словами: «Не вижу перед собой такого противника, которого следовало бы атаковать нашими танками». Во избежание случайных инцидентов Шапошников также приказал мотострелкам разрядить автоматы и карабины и сдать боеприпасы.
На вопрос, что было бы, если бы он подчинился приказу, и танки, стоявшие на мосту, атаковали демонстрантов, генерал Шапошников ответил: «Погибли бы тысячи».
Позднее пытался предать гласности информацию о новочеркасской трагедии, рассылая о ней письма в Союз писателей, комитеты ВЛКСМ ряда высших учебных заведений и комитет комсомола Кировского завода в Ленинграде. Всего им было отправлено шесть писем и одно воззвание. По другим утверждениям, писем было значительно больше.

### Опала

Могила М. К. Шапошникова на Северном кладбище Ростова-на-Дону

В июне 1966 года генерал-лейтенант танковых войск М. К. Шапошников был уволен в запас. В январе 1967 года — исключён из КПСС. 26 августа 1967 года управлением КГБ по Ростовской области было возбуждено уголовное дело по обвинению М. К. Шапошникова в антисоветской пропаганде (статья 70 Уголовного кодекса РСФСР), основанием для которого стали изъятые у него при обыске черновики писем и проект письма-воззвания по поводу новочеркасского расстрела. Через несколько месяцев, 23 декабря 1967 года, уголовное дело было прекращено ввиду фронтовых заслуг генерала и его деятельного раскаяния.

«Лично я далёк от того, чтобы таить обиды или злобу на носителей неограниченного произвола. Я только сожалею о том, что не сумел по-настоящему бороться с этим злом. В схватке с произволом и самодурством у меня не хватило умения вести смертельный бой. В борьбе с распространённым и укоренившимся в армейских условиях злом, каковым является произвол самодуров, подлость и лицемерие, у меня не оказалось достаточно эффективного оружия, кроме иллюзорной веры в то, что правда, вот так, сама по себе, победит и справедливость восторжествует».
— Из дневника генерала Шапошникова, май 1967
Реабилитирован в 1988 году, восстановлен в КПСС 6 декабря 1988 года. Жил в Ростове-на-Дону.
Скончался 25 июня 1994 года. Похоронен на Северном кладбище Ростова-на-Дону.
На надгробии надпись: «У каждого есть своя война и свой Новочеркасск, но не каждый выходит из них как…» (ниже — ФИО супругов Шапошниковых).

## Семья
- 1-й брак — Шапошникова Юлия Францевна
  - Сын — Шапошников Артур Матвеевич (1928—1999), военный лётчик, генерал-лейтенант авиации.[7]
- 2-й брак — Шапошникова Екатерина Сергеевна (1921—1987), участник Великой Отечественной войны.
  - Дочь — Шапошникова Нина Матвеевна (1947—2020), кандидат филологических наук, преподавала в Ростовском государственным университете[8].
  - Сын — Шапошников Владимир Матвеевич (род. 1948), учился на физическом факультете (1966—1971) РГУ (ныне ЮФУ) по специальности радиофизика.

## Воинские звания
- лейтенант (1936)
- капитан (31.12.1938, минуя звание старшего лейтенанта)
- майор (16.07.1940)
- подполковник (6.11.1941)
- полковник (4.08.1942)
- генерал-майор танковых войск (2.08.1944)
- генерал-лейтенант танковых войск (8.08.1955)

## Награды
- Медаль «Золотая Звезда» Героя Советского Союза № 3195 (10.01.1944);
- два ордена Ленина;
- три ордена Красного Знамени;
- орден Богдана Хмельницкого II степени;
- орден Отечественной войны I степени (1985);
- три ордена Красной Звезды;
- медали СССР.

## Сочинения
- Шапошников М. К. По зову Родины. — Киев: Издательство политической литературы, 1988 г. — 206 с. — ISBN 5-319-00078-2.
- Шапошников М. К. Боевые действия 5-го механизированного корпуса западнее Суровикино в декабре 1942 года. // Военно-исторический журнал. — 1982. — № 10. — С.32-38

## Память
- Почетный гражданин станицы Тацинская (1990)[9].
- В Ростове-на-Дону М. К. Шапошникову установлена мемориальная доска по адресу: Ворошиловский проспект, дом 34 (на илл.).
- В Алексеевке Белгородской области именем М. К. Шапошникова названа улица и в сентябре 2006 года установлен бронзовый бюст перед зданием школы № 1 по ул. Ремесленников, 6.

Памятные доски
Старая
Новая

### Актёры — исполнители роли М. К. Шапошникова
- В сериале «Однажды в Ростове» (2012) — Юрий Беляев.
- В художественном фильме «Разыскивается опасный преступник» (1992) — Ивар Калныньш.